# NGC 4897
NGC 4897 ist eine Balken-Spiralgalaxie mit aktivem Galaxienkern vom Hubble-Typ SBbc im Sternbild Jungfrau auf der Ekliptik. Sie ist schätzungsweise 109 Millionen Lichtjahre von der Milchstraße entfernt und hat einen Durchmesser von etwa 90.000 Lj. Gemeinsam mit NGC 4902 und NGC 4899 bildet sie die kleine Galaxiengruppe LGG 321.

Im selben Himmelsareal befinden sich u. a. die Galaxien NGC 4847, NGC 4855, NGC 4862.
Das Objekt wurde zusammen mit NGC 4891 in einer einzelnen Beobachtung am 21. April 1882 von Ernst Wilhelm Leberecht Tempel entdeckt.